# Josh Emmett
Joshua James Emmett (Phoenix, Arizona; 4 de marzo de 1985) es un artista marcial mixto estadounidense que actualmente compite en la categoría de peso pluma de Ultimate Fighting Championship (UFC). Desde el 8 de abril de 2025 es el número 10 en la clasificación de peso pluma de la UFC.

## Primeros años
Nació en Phoenix, Arizona, el 4 de marzo de 1985. Estudió psicología en la universidad con la intención de dedicarse a las fuerzas del orden y se licenció en Artes Liberales en el Colegio Menlo. Luchó durante 14 años; comenzando en la Escuela Secundaria El Camino Fundamental y continuando durante sus años universitarios. Luchó sus dos primeras temporadas en el nivel colegio junior en el Colegio de la ciudad de Sacramento, antes de transferirse a NAIA Menlo. Una vez terminada su carrera universitaria, se unió a Urijah Faber's Ultimate Fitness para continuar con su deseo de competir en deportes de combate. También es un consumado grappler de jiu-jitsu brasileño, ganó un campeonato mundial en la división de cinturón azul no-gi.

## Carrera en las artes marciales mixtas

### Inicios
Después de compilar un récord amateur de 2-0, comenzó su carrera profesional de MMA el 8 de octubre de 2011, e hizo su debut en Capitol Fighting Championship como peso pluma. Se rompió la mano en el primer asalto y continuó con el combate y logró obtener su primera victoria por decisión unánime.
Se operó de la mano rota y estuvo 10 meses sin competir. Volvió a entrenar para preparar su próximo combate y se rompió la misma mano en su última sesión de entrenamiento antes de la pelea, lo que le obligó a tomarse otro largo descanso antes de volver a la jaula.
Tras su primera victoria profesional, dio el salto a competir en West Coast Fighting Championship y debutó el 3 de agosto de 2013 contra Mike Ryan, ganando por sumisión en el primer asalto.
El 16 de noviembre de 2013 se enfrentó a Noah Schnable y lo derrotó en 45 segundos en el primer asalto por TKO.
Su tercer oponente en West Coast Fighting Championship fue Adin Dueñas el 15 de febrero de 2014. Ganó el combate por decisión unánime.
Dos meses después del combate con Dueñas, se enfrentó a Tramain Smith en el West Coast Fighting Championship 9. Ganó el combate por TKO en el primer asalto.
El 13 de septiembre de 2014 se enfrentó a Tony Ríos. Ganó el combate por decisión unánime.
Se enfrentó a Brandon Ricetti el 15 de noviembre de 2014 en West Coast Fighting Championship 12 en un combate de cinco asaltos por el Campeonato de Peso Ligero. En el quinto asalto, cargó con golpes, presionando a Recetti para que cayera hacia delante cuando golpeó a Ricetti con un rodillazo y éste quedó KO. La pelea fue declarada sin decisión en un principio, ya que Ricetti estaba en el suelo cuando recibió el rodillazo. Sin embargo, la decisión fue anulada tras una revisión del incidente y se concedió la victoria a Emmett por decisión unánime. Se coronó campeón de peso ligero de la WFC.
Tras conseguir el cinturón de campeón, no volvió a competir hasta casi un año después, el 3 de octubre de 2015, en la promoción King of the Cage, enfrentándose a Rocky Johnson. Ganó el combate por sumisión en el primer asalto.
Volvió a luchar en la promoción West Coast Fighting Championship en Sacramento, California, Estados Unidos, el 23 de enero de 2016 contra Christos Giagos, un antiguo luchador de la UFC. Ganó el combate por TKO en el tercer asalto y también ganó el Campeonato de Peso Ligero de la ISCF.

### Ultimate Fighting Championship
Tras conseguir un récord de 9-0 como profesional, firmó con la UFC.
Debutó en la UFC contra Jon Tuck el 8 de mayo de 2016 en UFC Fight Night: Overeem vs. Arlovski. Sufrió una fractura compuesta en su dedo derecho izquierdo al atrapar la patada trasera giratoria de Tuck y el árbitro detuvo el combate brevemente antes de reanudarlo. Ganó el combate por decisión dividida.
Se esperaba que se enfrentara a Jeremy Kennedy el 27 de agosto de 2016 en UFC on Fox: Maia vs. Condit. Sin embargo, se vio obligado a abandonar el evento debido a una lesión.
Se enfrentó a Scott Holtzman el 17 de diciembre de 2016 en UFC on Fox: VanZant vs. Waterson. Ganó el combate por decisión unánime.
Se enfrentó a Desmond Green el 8 de abril de 2017 en UFC 210. Perdió el combate por decisión dividida.
Se enfrentó a Felipe Arantes el 21 de octubre de 2017 en UFC Fight Night: Cerrone vs. Till. Ganó el combate por decisión unánime. Dedicó esta victoria al hijo de su amigo, que padece una afección cardíaca, a la edad de 11 años y que ha pasado por una cirugía experimental.
Se enfrentó a Ricardo Lamas el 16 de diciembre de 2017 en UFC on Fox: Lawler vs. dos Anjos. En el pesaje, pesó 148.5 libras, 2.5 libras por encima del límite máximo de peso pluma de 146 libras, y el combate se desarrolló en un peso acordado. Perdió el 30% de su bolsa que fue a parar a Lamas. Ganó el combate por KO en el primer asalto.
Se enfrentó a Jeremy Stephens el 24 de febrero de 2018 en UFC on Fox: Emmett vs. Stephens. Perdió el combate por KO en el segundo asalto. Como resultado, fue marginado por el resto de 2018, después de someterse a una cirugía exitosa para corregir las lesiones faciales sufridas durante el combate contra Stephens.
Se enfrentó a Michael Johnson el 30 de marzo de 2019 en UFC on ESPN: Barboza vs. Gaethje. Ganó el combate por KO en el tercer asalto.
Se enfrentó a Mirsad Bektić el 13 de julio de 2019 en UFC Fight Night: de Randamie vs. Ladd. Ganó el combate por TKO en el primer asalto. Esta victoria le valió el premio a la Actuación de la Noche.
Se esperaba que se enfrentara a Arnold Allen el 25 de enero de 2020 en UFC Fight Night: Blaydes vs. dos Santos. Sin embargo, se retiró del combate, citando una lesión no revelada, y fue sustituido por Nik Lentz.
Se esperaba que se enfrentara a Edson Barboza el 2 de mayo de 2020 en UFC Fight Night: Hermansson vs. Weidman. Sin embargo, el 9 de abril, el presidente de la UFC, Dana White, anunció que este evento se posponía para una fecha futura.
A falta de un combate en su contrato, firmó un nuevo contrato de cuatro combates con la UFC. Se enfrentó a Shane Burgos el 20 de junio de 2020 en UFC on ESPN: Blaydes vs. Volkov. Ganó el combate por decisión unánime. Este combate le valió el premio a la Pelea de la Noche. Estuvo apartado lo que restaba de 2020 y la mayor parte de 2021, recuperándose de una letanía de lesiones en su pierna izquierda sufridas en la pelea, incluida una lesión en el ligamento cruzado anterior.
Se enfrentó a Dan Ige el 11 de diciembre de 2021 en UFC 269. Ganó el combate por decisión unánime.
Se enfrentó a Calvin Kattar el 18 de junio de 2022 en UFC on ESPN: Kattar vs. Emmett. Ganó el combate por decisión dividida. 14 de los 19 miembros de los medios de comunicación puntuaron el combate a favor de Kattar. Este combate le valió el premio a la Pelea de la Noche.

## Campeonatos y logros
- Ultimate Fighting Championship
  - Actuación de la Noche (dos veces) vs. Mirsad Bektić y Bryce Mitchell
  - Pelea de la Noche (tres veces) vs. Shane Burgos, Calvin Kattar e Ilia Topuria[47][54]
- West Coast Fighting Championship
- Campeonato de Peso Ligero de West Coast Fighting Championship (una vez)[13]
- Campeonato de Peso Ligero de la ISCF Pro California (una vez)

## Vida personal
Está casado con su esposa Vanessa.

## Récord en artes marciales mixtas
| Resultado | Récord | Oponente        | Método                                     | Evento                                       | Fecha                    | Ronda | Tiempo | Localización            | Notas                                                               |
| --------- | ------ | --------------- | ------------------------------------------ | -------------------------------------------- | ------------------------ | ----- | ------ | ----------------------- | ------------------------------------------------------------------- |
| Derrota   | 19-5   | Lerone Murphy   | Decisión (unánime)                         | UFC Fight Night: Emmett vs. Murphy           | 5 de abril de 2025       | 5     | 5:00   | Las Vegas, Nevada       |                                                                     |
| Victoria  | 19-4   | Bryce Mitchell  | KO (puñetazo)                              | UFC 296                                      | 16 de diciembre de 2023  | 1     | 1:55   | Las Vegas, Nevada       | Actuación de la Noche.                                              |
| Derrota   | 18-4   | Ilia Topuria    | Decisión (unánime)                         | UFC on ABC: Emmett vs. Topuria               | 24 de junio de 2023      | 5     | 5:00   | Jacksonville, Florida   | Pelea de la Noche.                                                  |
| Derrota   | 18-3   | Yair Rodríguez  | Sumisión (estrangulamiento por triángulo)  | UFC 284                                      | 11 de febrero de 2023    | 2     | 4:19   | Perth                   | Por el Campeonato Interino de Peso Pluma de la UFC.                 |
| Victoria  | 18-2   | Calvin Kattar   | Decisión (dividida)                        | UFC on ESPN: Kattar vs. Emmett               | 18 de junio de 2022      | 5     | 5:00   | Austin, Texas           | Pelea de la Noche.                                                  |
| Victoria  | 17-2   | Dan Ige         | Decisión (unánime)                         | UFC 269                                      | 11 de diciembre de 2021  | 3     | 5:00   | Las Vegas, Nevada       |                                                                     |
| Victoria  | 16-2   | Shane Burgos    | Decisión (unánime)                         | UFC on ESPN: Blaydes vs. Volkov              | 20 de junio de 2020      | 3     | 5:00   | Las Vegas, Nevada       | Pelea de la Noche.                                                  |
| Victoria  | 15-2   | Mirsad Bektić   | TKO (puñetazos)                            | UFC Fight Night: de Randamie vs. Ladd        | 13 de julio de 2019      | 1     | 4:25   | Sacramento, California  | Actuación de la Noche.                                              |
| Victoria  | 14-2   | Michael Johnson | KO (puñetazo)                              | UFC on ESPN: Barboza vs. Gaethje             | 30 de marzo de 2019      | 3     | 4:14   | Filadelfia, Pensilvania |                                                                     |
| Derrota   | 13-2   | Jeremy Stephens | KO (codazos)                               | UFC on Fox: Emmett vs. Stephens              | 24 de febrero de 2018    | 2     | 1:35   | Orlando, Florida        |                                                                     |
| Victoria  | 13-1   | Ricardo Lamas   | KO (puñetazo)                              | UFC on Fox: Lawler vs. dos Anjos             | 16 de diciembre de 2017  | 1     | 4:33   | Winnipeg, Manitoba      | Combate de peso acordado (148.5 libras), Emmett no alcanzó el peso. |
| Victoria  | 12-1   | Felipe Arantes  | Decisión (unánime)                         | UFC Fight Night: Cerrone vs. Till            | 21 de octubre de 2017    | 3     | 5:00   | Gdansk                  | Regreso al peso pluma.                                              |
| Derrota   | 11-1   | Desmond Green   | Decisión (dividida)                        | UFC 210                                      | 8 de abril de 2017       | 3     | 5:00   | Búfalo, Nueva York      |                                                                     |
| Victoria  | 11-0   | Scott Holtzman  | Decisión (unánime)                         | UFC on Fox: VanZant vs. Waterson             | 17 de diciembre de 2016  | 3     | 5:00   | Sacramento, California  |                                                                     |
| Victoria  | 10-0   | Jon Tuck        | Decisión (dividida)                        | UFC Fight Night: Overeem vs. Arlovski        | 8 de mayo de 2016        | 3     | 5:00   | Róterdam                |                                                                     |
| Victoria  | 9-0    | Christos Giagos | TKO (puñetazos)                            | West Coast FC 16                             | 23 de enero de 2016      | 3     | 2:21   | Sacramento, California  |                                                                     |
| Victoria  | 8-0    | Rocky Johnson   | Sumisión (estrangulamiento del brazo)      | KOTC: Total Elimination                      | 3 de octubre de 2015     | 1     | 2:45   | Oroville, California    | Combate de peso acordado (165 libras).                              |
| Victoria  | 7-0    | Brandon Ricetti | Decisión técnica (unánime)                 | West Coast FC 12                             | 15 de noviembre de 2014  | 5     | 0:24   | Sacramento, California  | Ganó el Campeonato de Peso Ligero de la WCFC.                       |
| Victoria  | 6-0    | Tony Rios       | Decisión (unánime)                         | West Coast FC 11                             | 13 de septiembre de 2014 | 3     | 5:00   | Sacramento, California  |                                                                     |
| Victoria  | 5-0    | Tramain Smith   | TKO (puñetazos)                            | West Coast FC 9                              | 26 de abril de 2014      | 1     | 2:28   | Sacramento, California  | Debut en el peso ligero.                                            |
| Victoria  | 4-0    | Adin Dueñas     | Decisión (unánime)                         | West Coast FC 8                              | 15 de febrero de 2014    | 3     | 5:00   | Sacramento, California  |                                                                     |
| Victoria  | 3-0    | Noah Schnable   | TKO (puñetazos)                            | West Coast FC 7                              | 16 de noviembre de 2013  | 1     | 0:45   | Jackson, California     |                                                                     |
| Victoria  | 2-0    | Mike Ryan       | Sumisión (estrangulamiento por guillotina) | West Coast FC 6                              | 3 de agosto de 2013      | 1     | 1:52   | Placerville, California |                                                                     |
| Victoria  | 1-0    | Emilio Gonzales | Decisión (unánime)                         | Capitol Fighting Championships: Fall Classic | 8 de octubre de 2011     | 3     | 5:00   | Sacramento, California  | Debut en el peso pluma.                                             |